# Campugnan
Campugnan ist eine französische Gemeinde mit 520 Einwohnern (Stand: 1. Januar 2022) im Département Gironde in der Region Nouvelle-Aquitaine (vor 2016: Aquitanien). Sie gehört zum Arrondissement Blaye und zum Kanton L’Estuaire.

## Geographie
Campugnan liegt acht Kilometer östlich des Ästuars der Gironde, etwa 38 Kilometer nördlich von Bordeaux. Umgeben wird Campugnan von den Nachbargemeinden Reignac im Norden und Nordosten, Générac im Osten, Saint-Paul im Süden sowie Cartelègue im Westen und Nordwesten.

## Bevölkerungsentwicklung
| Jahr                       | 1962 | 1968 | 1975 | 1982 | 1990 | 1999 | 2006 | 2013 | 2020 |
| Einwohner                  | 353  | 348  | 303  | 404  | 427  | 407  | 438  | 491  | 504  |
| Quellen: Cassini und INSEE |      |      |      |      |      |      |      |      |      |

## Sehenswürdigkeiten

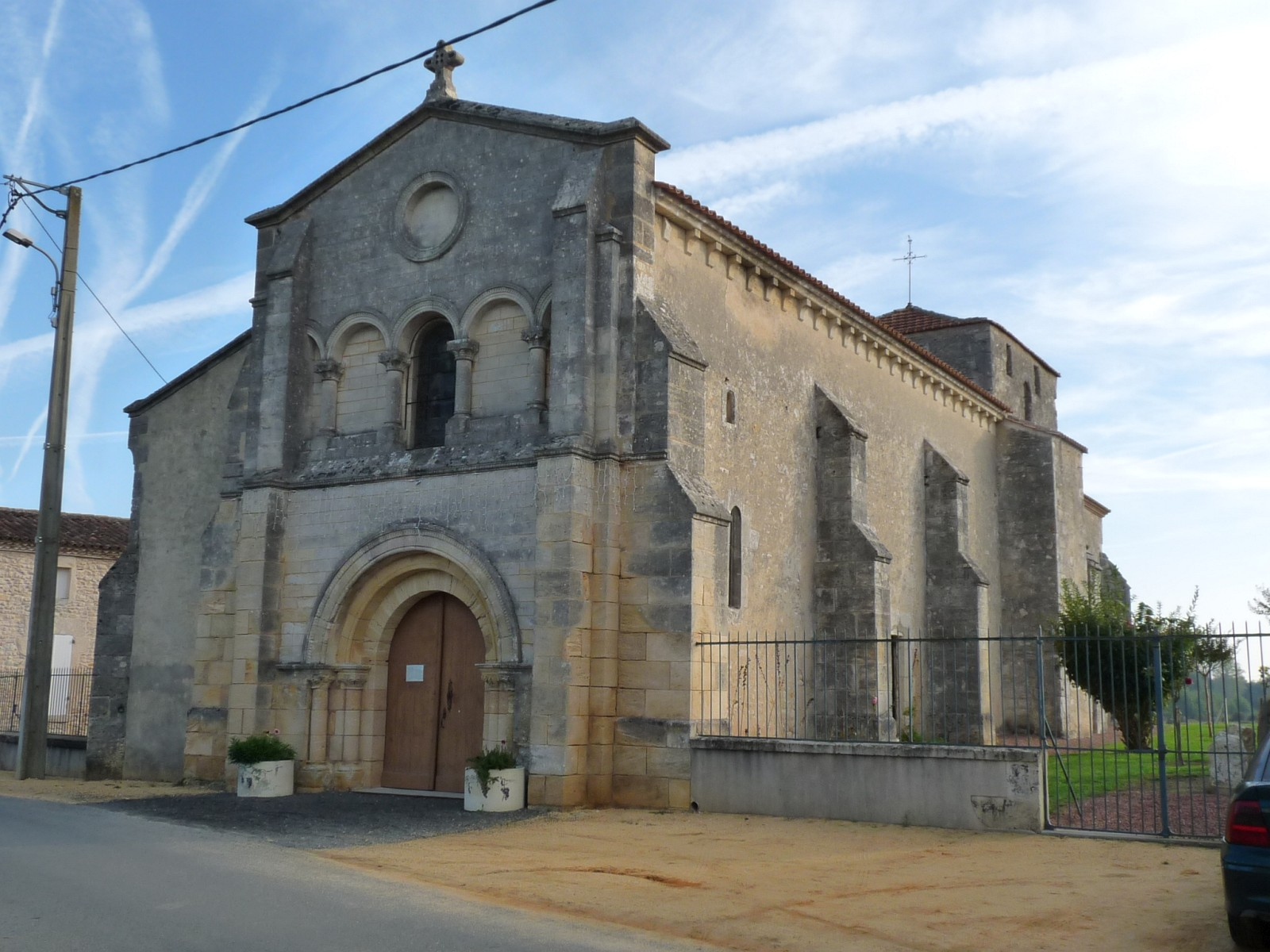
Kirche Saint-Pierre
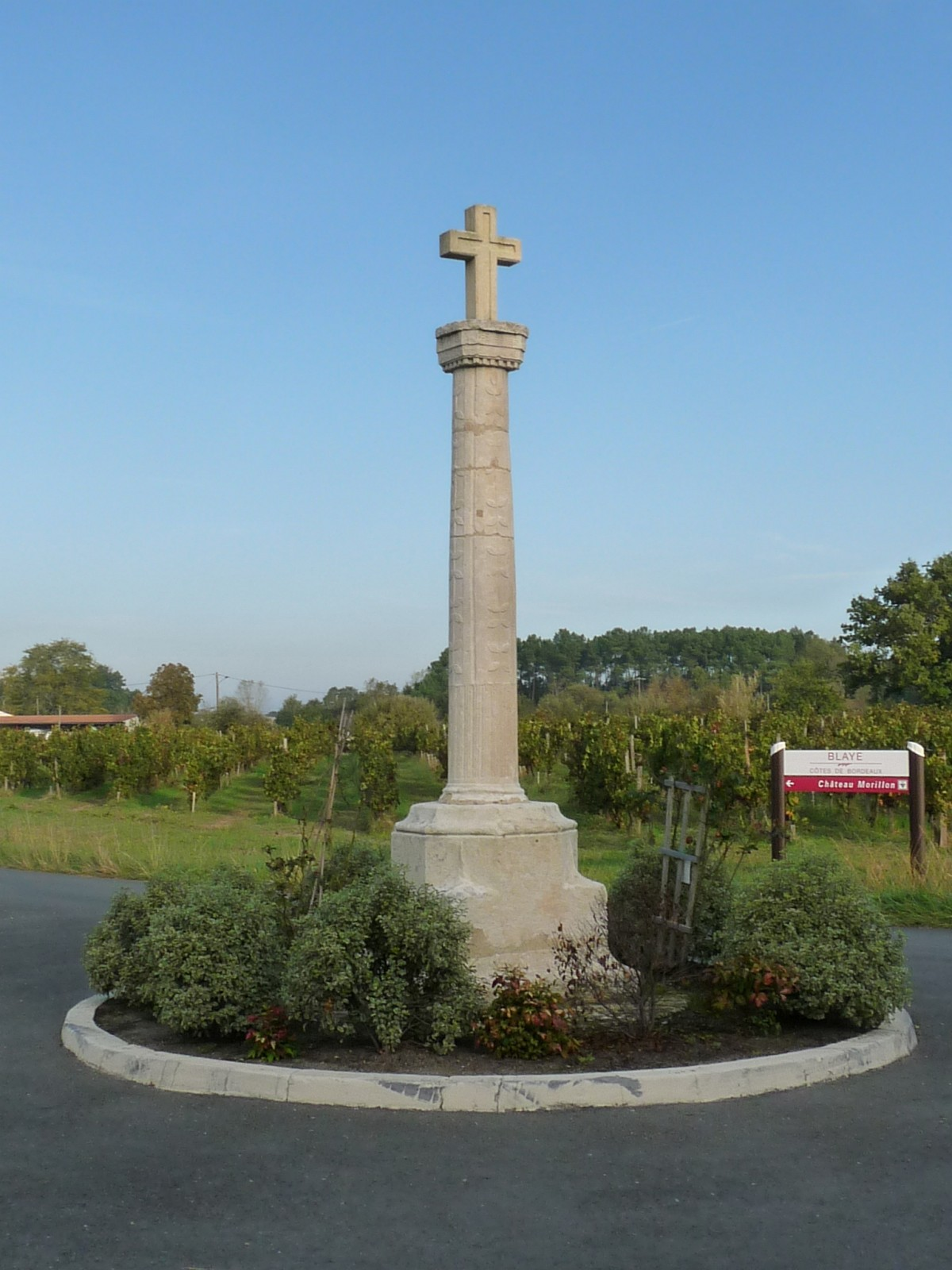
Wegkreuz
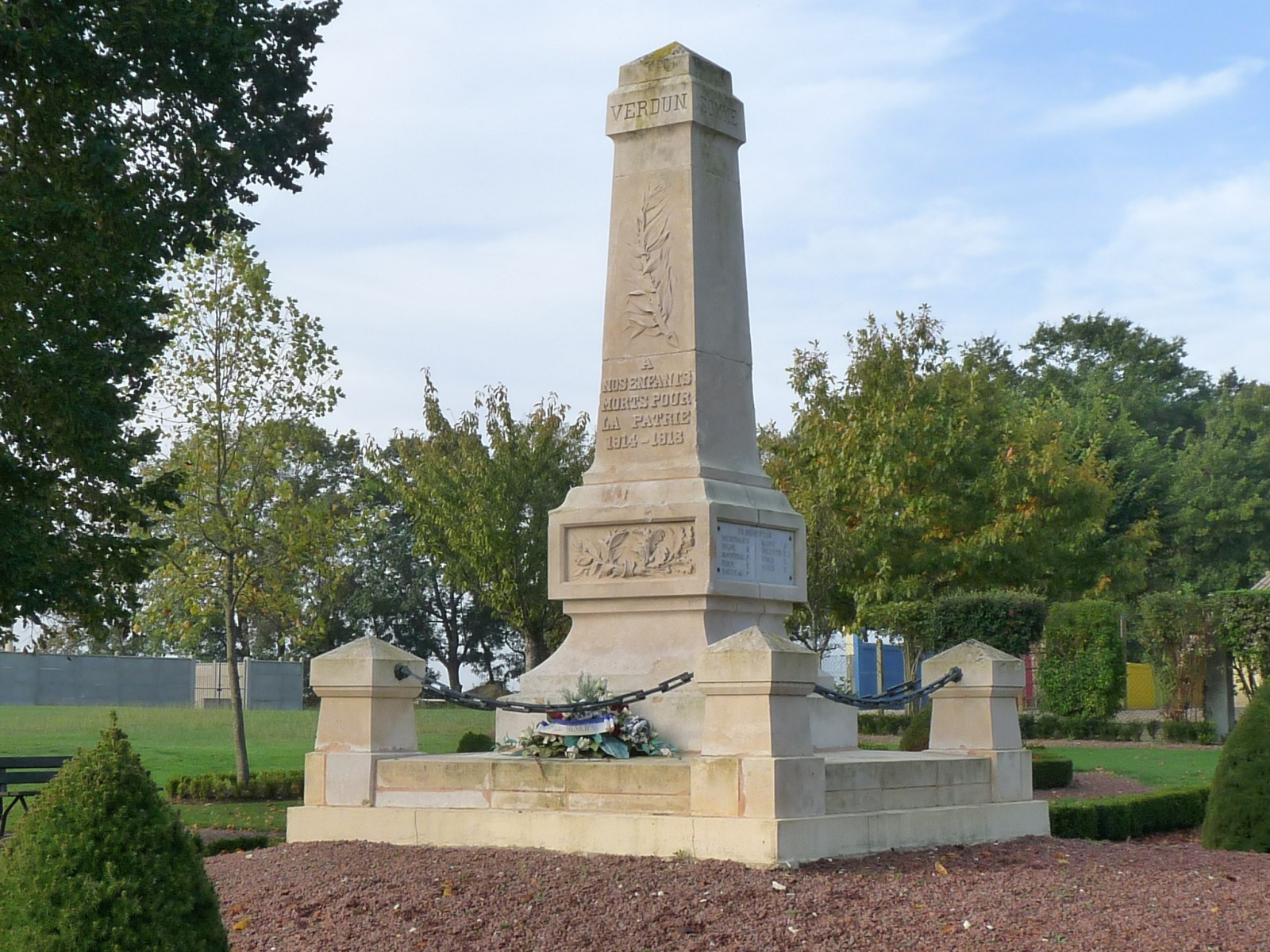
Gefallenendenkmal

- Kirche Saint-Pierre
- Wegkreuz
- Gefallenendenkmal